# Coridora-bandada
A coridora bandada, Scleromystax barbatus, é um peixe subtropical dulcícola pertencente a família Callichthyidae. É nativo das bacias hidrográficas costeiras da América do Sul, do Rio de Janeiro a Santa Catarina, no Brasil.

## Taxonomia
Originalmente descrito como Callichthys barbatus por Jean René Constant Quoy & Joseph Paul Gaimard em 1824, foi transferido para o gênero Corydoras como Corydoras barbatus, um nome pelo que ainda é conhecida na indústria aquarística. A espécie foi transferida para o gênero Scleromystax em 2003.

## Descrição
Esta espécie pode atingir um comprimento de 9,8 cm e tem um pronunciado dimorfismo sexual: as nadadeiras dorsal e peitorais dos machos quase atingem o pedúnculo caudal e fortes arcadas dentárias ocupam uma larga área dos lados da boca, em machos adultos.

## Habitat e ecologia
A coridora bandada vive em clima subtropical em água com pH 6,0–8,0, dureza 2–25 dGH e temperatura ótima de 18 °C). Come vermes, crustáceos bênticos, insetos, e plantas. Os ovos são depositados em vegetação densa e os adultos não cuidam deles. Em cativeiro, quando o esperma é libertado, a fêmea desce para o fundo do tanque, apoia-se numa das nadadeiras peitorais e usa a outra para fazer movimentos em leque; nessa altura, os ovos são libertados para dentro da "cesta pélvica", onde são fertilizados.

## No aquário
Esta espécie tem importância comercial na indústria aquarista. Apesar de pacíficas, elas crescem mais que as outras Corydoras o que as torna desadequadas para aquários pequenos.